# LB-6轟炸機
Keystone LB-6是由基斯通飛機公司於1920年代為美國陸軍航空兵團製造的輕型轟炸機，公司名稱為黑豹(英語：Panther)，但該名稱被美國陸軍拒絕採用。

## 發展

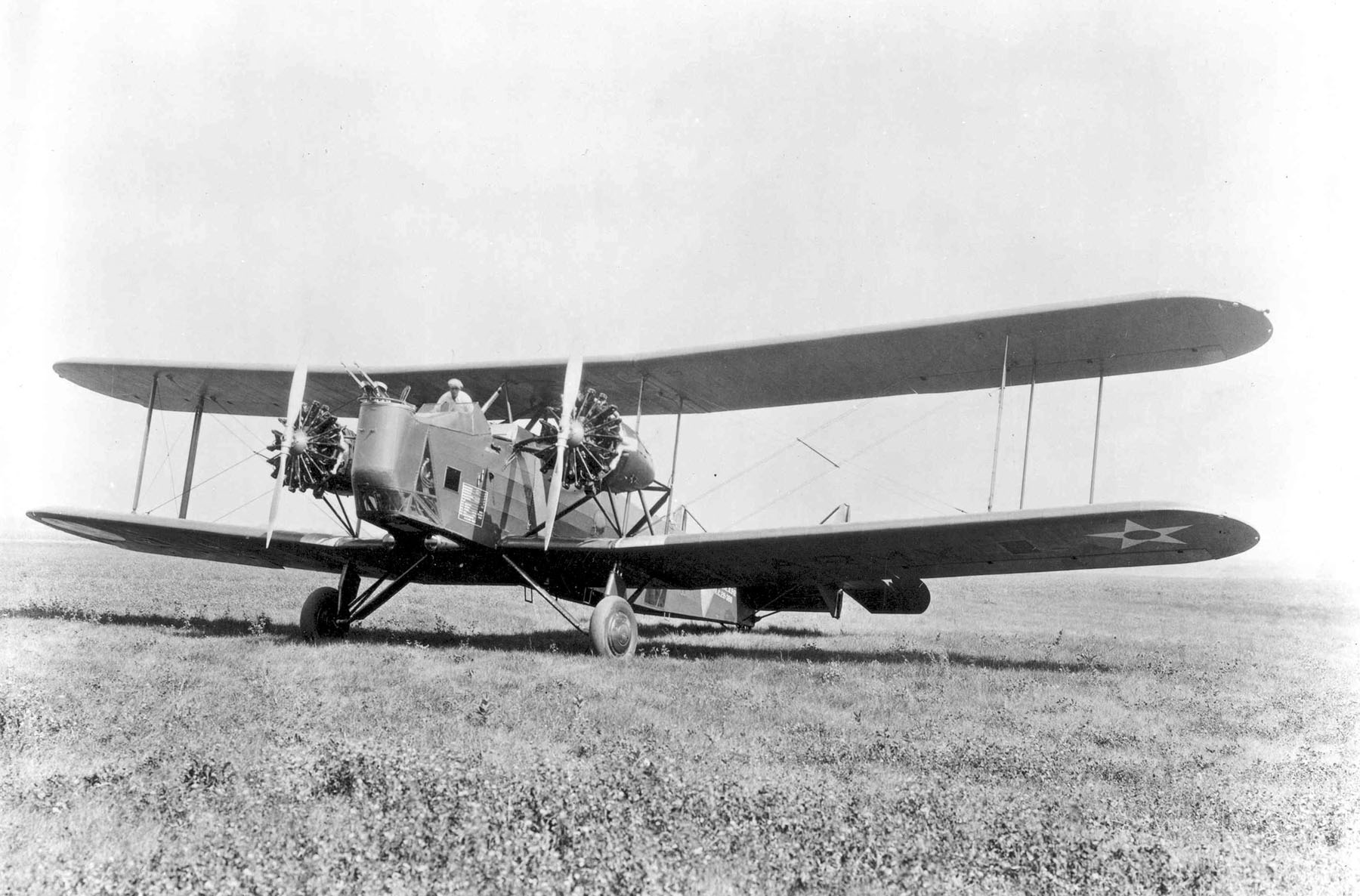
XLB-12原型機

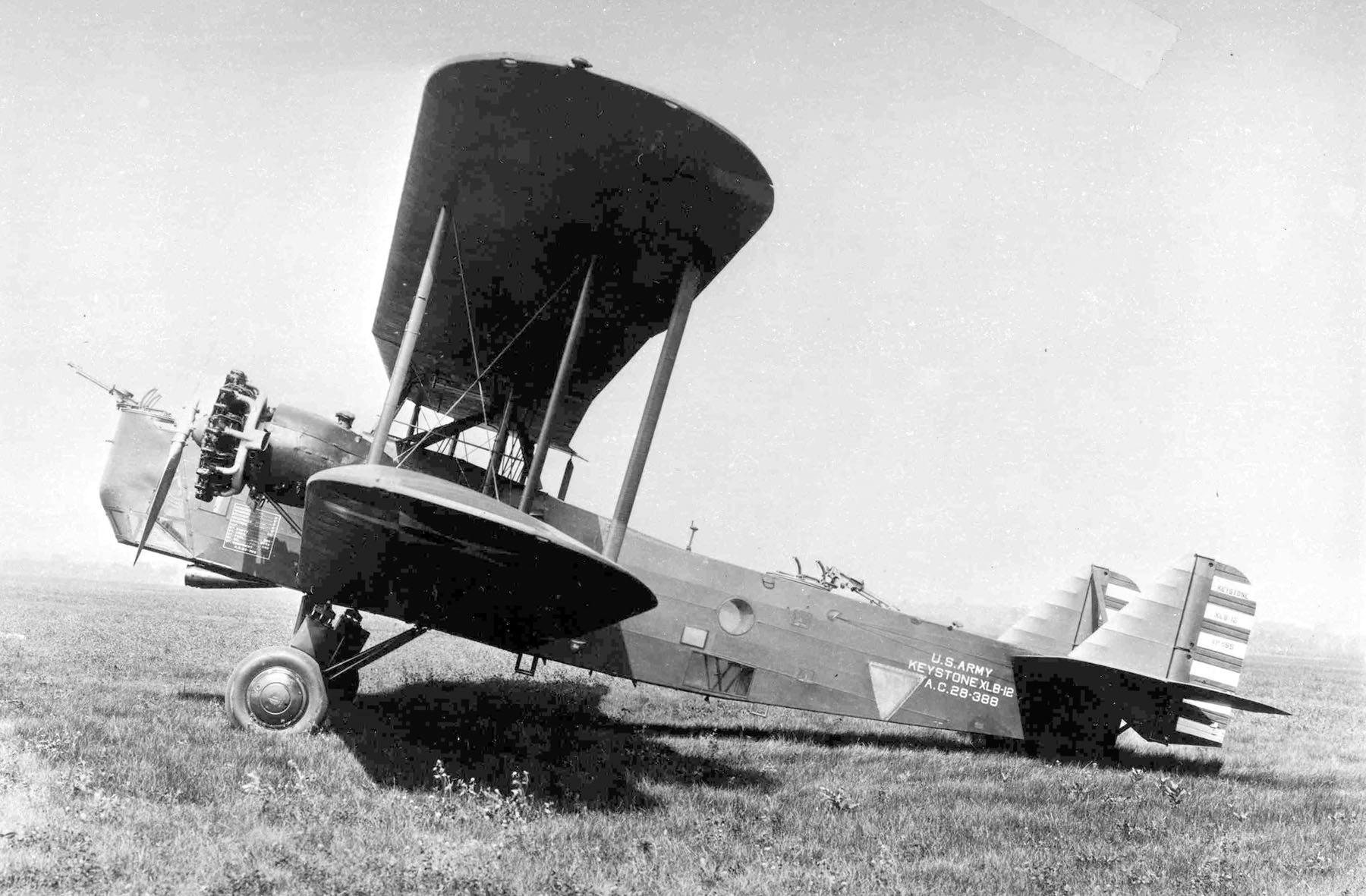
XLB-12側邊

LB-6於1928年初與XB-2進行生產競爭，儘管柯蒂斯的設計顯然更為優秀，但保守的陸軍航空兵團領導層選擇了LB-6和LB-7，並且訂購35架。
LB-6/LB-7第一款投產的基斯通飛機公司生產的13,000lb(5,897kg)雙尾雙翼轟炸機系列。1929年至1934年間，共計有35架投入使用。許多型號是出於測試和評估目的而製造的，但從未投入生產或服役。雖然LB-6有許多子系列，但大多數並未作為轟炸機使用，反而更多被用作運輸機和觀察機。
根據巴爾的摩太陽報的一篇文章，XLB-12原型機於1929年4月進行了加油和轟炸試驗。大型轟炸機將在飛行期間加油:「這架巨大的雙發軍用轟炸機將從俄亥俄州代頓起飛，飛往紐約市並在半空中加油，然後向該市投擲炸彈照明彈並返回代頓軍用機場。這次飛行將展示陸軍航空兵團遠距離轟炸時空中加油的實際操作與可能性。」該機於同年8月失事。
1929年1月至9月期間，8架LB-6和所有正在服役的LB-7交付給位於弗吉尼亞州蘭利機場的第二轟炸大隊的第20轟炸中隊和第96轟炸中隊，以及位於加利福尼亞州羅克韋爾機場的第七轟炸大隊的第11轟炸中隊。1929年7月至9月，剩餘的9架LB-6被送往第23轟炸中隊和第72轟炸機中隊，隸屬於夏威夷福特機場的第5複合大隊。1930年5月，三架LB-6改裝成LB-7並轉移到位於巴拿馬運河區法國機場的第6綜合大隊第25轟炸中隊，並於1931年全部報廢。
從1931年3月開始，剩餘的轟炸機不再服役於前線，重新命名為ZLB-6和ZLB-7，並被送往德克薩斯州凱利機場的第40訓練中隊，在那裡所有轟炸機都被報廢或於1935年4月完成勘測。在夏威夷的LB-6則一直服役到1934年，並也接受了現場勘測。

## 型號
XLB-6
1架改裝後的LB-5，用於評估
LB-6
量產版本，裝配Wright R-1750-1 Cyclone，共17架
LB-7
裝配普惠R-1690A黃蜂發動機的LB-6，共建造18架，還有3架LB-6於1930年改裝成LB-7
LB-8
1架改裝後，裝配普惠R-1690B黃蜂發動機的LB-7，用於評估
LB-9
1架裝配Wright GR-1750B的LB-7，用於評估
XLB-10
1架裝配R-1690-3 Hornet A發動機的LB-6
LB-10
XLB-10的量產版本，共63架，交付前全部重新命名為B-3A 。36架建造為B-3A，剩下的27架則改成B-5
LB-11
1架裝配R-1750-3發動機的LB-6，用於評估
LB-11A
LB-11改裝配GR-1750發動機，用於評估
(X)LB-12
與LB-7相似,裝配R-1860-1 Hornet B發動機，用於評估
LB-13
裝配GR-1690 Hornet A發動機，共預定7架，但在交付前重新設計和命名，5架以Y1B-4交付，2架以Y1B-6交付
LB-14
裝配GR-1860 Hornet B發動機，共預定3架，但在交付前重新設計和命名為Y1B-5.
ZLB-6
2架於1931年重新命名，並作為教練機使用的LB-6和LB-11(1933年)
ZLB-7
10架於1931年重新命名，並作為教練機使用的LB-7

## 參考

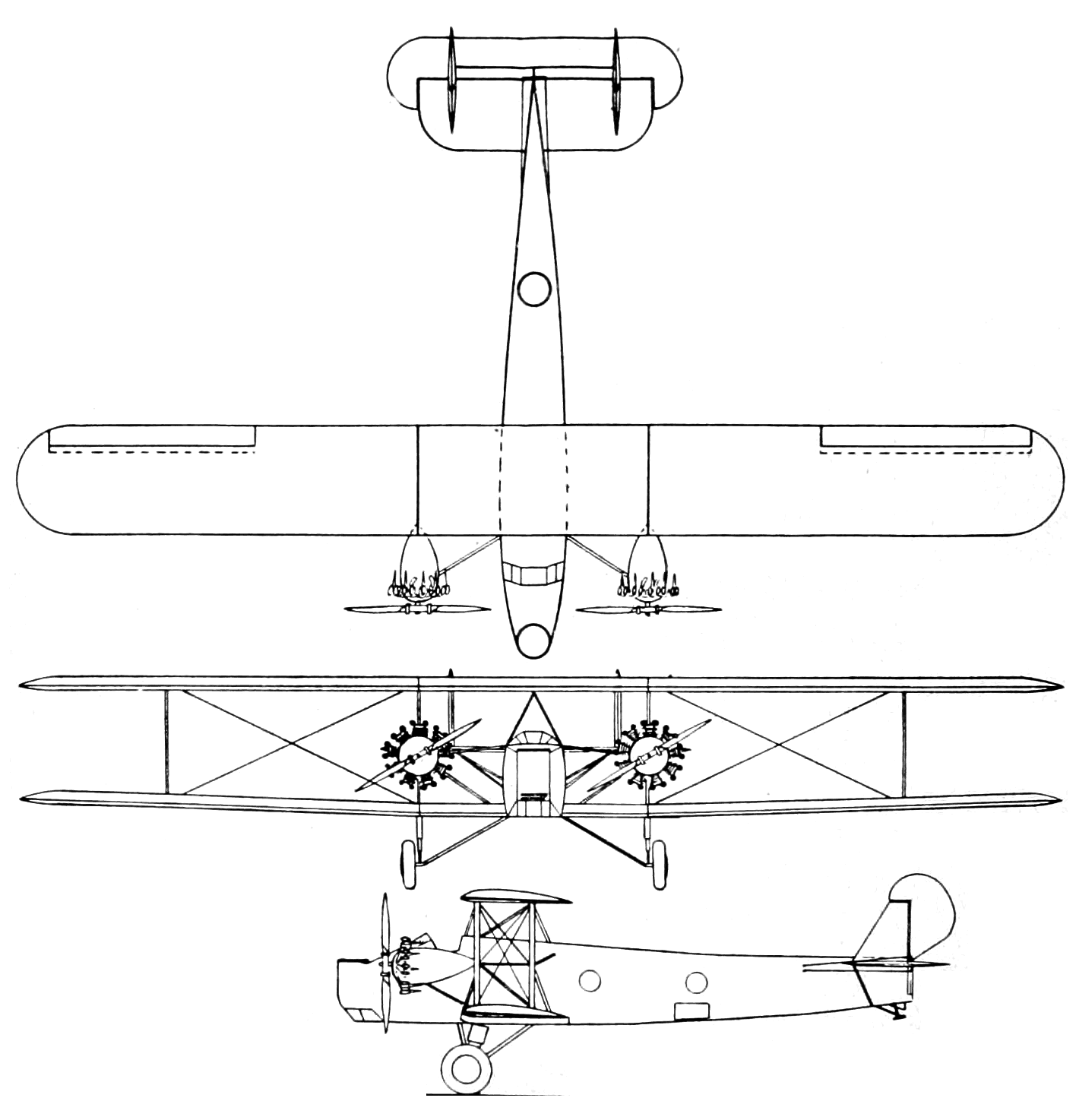
Keystone Panther 3-view drawing from Aero Digest July 1928

### 書目
- John Andrade. U.S.Military Aircraft Designations and Serials since 1909, p. 135. Midland Counties Publications, 1979. ISBN 0-904597-22-9.
- The Illustrated Encyclopedia of Aircraft (Part Work 1982–1985), p. 2255. Orbis Publishing, 1985.

## 外部連結
- Keystone LB-6, NMUSAF article
- Keystone LB-7, NMUSAF article
- Keystone LB-8, NMUSAF article
- Keystone LB-9, NUMUSAF article
- Keystone LB-10, NMUSAF article
- Keystone LB-13, NMUSAF article
- Keystone LB-14, NMUSAF article
- "Looking Down on Uncle Sam's Latest Bomber" Popular Mechanics, August 1930 （页面存档备份，存于）